# Súdánská hymna
Hymna Súdánu je píseň My jsme armáda boha a naší země.
Současná hymna byla původně hymnou súdánských ozbrojených sil (před nezávislostí). Když byla vyhlášena nezávislost, byla tato hymna schválena jako státní hymna a nebyla vymyšlena jiná hymna, jako ve spoustě jiných států.

## Arabský text
نحن جند الله جند الوطن *** إن دعا داعي الفداء لن نخــن 

نتحدى الموت عند المحن *** نشترى المجد بأغلى ثمن

هذه الأرض لنا فليعش *** سوداننا علماً بين الأمم

يابني السودان هذا رمزكم *** يحمل العبء ويحمى أرضكم

## Český překlad
"My vojáci Boha, My vojáci vlasti 

Nikdy neopomeneme volání k oběti.

Udatně odporujeme smrti,

Za nejvyšší cenu kupujeme slávu.

Toto je naše země, nechte její prapor vlát mezi národy

Súdánci toto je vaše vlajka

Nese břemeno a brání zem."